# Liste von Jazzsängern
Jazzsänger und Jazzsängerinnen unterscheiden sich in der Art und Weise ihres Gesangs stark von denen klassischer Musik. Ein Kennzeichen für den Jazzgesang ist z. B. der Scat-Gesang, bei dem kein Text gesungen wird, sondern Laute in schneller Abfolge eine Melodie bilden.

## Liste

### A
- Susanne Abbuehl (* 1970)
- Thomas Achermann
- Claudia Acuña (* 1971)
- Cherise Adams-Burnett (* 1995)
- Jeanne Added (* 1980)
- Titilayo Adedokun (* 1973)
- Lynn Adib (* 1986)
- Maucha Adnet (* 1963)
- Gabrielle Agachiko (1958–2023)
- Yasuko Agawa (* 1951)
- Elfi Aichinger (* 1961)
- Miriam Aïda (* 1974)
- Cyrille Aimée (* 1984)
- Tokunbo Akinro (Tok Tok Tok)
- Monique Aldebert (1931–2018)
- Thana Alexa (* 1987)
- Dee Alexander (* 1955)
- Lorez Alexandria (1929–2001)
- Mayte Alguacil (* ≈1979)
- Kirsti Alho (* ≈1962)
- May Alix (1902–1983)
- Jackie Allen (* 1959)
- Karrin Allyson (* 1963)
- Ayten Alpman (1931–2012)
- Carole Alston (* 1957)
- Fabienne Ambühl (* 1986)
- Lila Ammons (* 1958)
- Henriette Andersen (* 1963)
- Ernestine Anderson (1928–2016)
- Ivie Anderson (1905–1949)
- Laurie Anderson (* 1947)
- Ellen Andersson (* 1991)
- Leny Andrade (1943–2023)
- Ernie Andrews (1927–2022)
- Laura Anglade (* ≈1995)
- Anirahtak (* 1960)
- Anna.Luca (* 1983)
- Laurie Antonioli (* 1958)
- Houry Dora Apartian (* 1976)
- Pat Appleton (* 1968)
- Susie Arioli (* 1963)
- Louis Armstrong (1901–1971)
- Daymé Arocena (* 1992)
- Marta Arpini (* 1994)
- Hilde Louise Asbjørnsen (* 1976)
- Kristin Asbjørnsen (* 1971)
- Miriam Ast (* 1989)
- Eden Atwood (* 1969)
- Grażyna Auguścik (* 1955)
- Claire Austin (1918–1994)
- Patti Austin (* 1950)

### B
- Boglárka Bábiczki (* 1981)
- Danny Bacher (1976–2024)
- Karin Bachner (* 1969)
- Erykah Badu (* 1971)
- Mildred Bailey (1907–1951)
- Eugenie Baird (1924–1988)
- Anita Baker (* 1958)
- Chet Baker (1929–1988)
- Josephine Baker (1906–1975)
- Rebekka Bakken (* 1970)
- Marek Bałata (* 1955)
- Marcia Ball (* 1949)
- Hanna Banaszak (* 1957)
- Patricia Barber (* 1955)
- Blue Lu Barker (1913–1998)
- Emilie-Claire Barlow (* 1976)
- Barbara Barth (* 1983)
- Elke Bartholomäus (* ≈1979)
- Harry Barris (1905–1962)
- Shirley Bassey (* 1937)
- Lionel Batiste (1931–2012)
- Ulli Baum (* 1958)
- Jasmin Bayer (* 1960)
- Germaine Bazzle (* 1932)
- Fauzia Maria Beg (* 1965)
- Nora Benamara (* 1992)
- Sathima Bea Benjamin (1936–2013)
- Benny Benack III (* 1990)
- Chris Bennett (* 1948)
- George Benson (* 1943)
- Alison Bentley (1957–2023)
- Brook Benton (1931–1988)
- Cheryl Bentyne (* 1954)
- Brigitte Beraha (* 1977)
- Kristin Berardi (* 1981)
- Judith Berkson (* 1977)
- Esther Berlansky (* 1982)
- Camille Bertault (* 1986)
- Andy Bey (1939–2025)
- Salome Bey (1933–2020)
- Laila Biali (* 1980)
- Julia Biel (* 1976)
- Lea Bischof (1936–2007)
- Nan Blakstone (1905–1951)
- Sallie Blair (1934–1992)
- Betty Blake (1937–2001)
- Meredith Blake (1917–1985)
- Theo Bleckmann (* 1966)
- Juliana Blumenschein (* 1992)
- Hanne Boel (* 1957)
- Jessica de Boer (* 1993)
- Lucille Bogan (1897–1948)
- Mirna Bogdanović (* 1990)
- Stefanie Boltz (* 1973)
- Melanie Bong (* 1968)
- Emmanuelle Bonnet (* 1998)
- Sandra Booker (≈1967–2024)
- Bea Booze (1920–1975)
- Yamil Borges (* 1958)
- Kasia Bortnik (* 1976)
- Monika Borzym (* 1990)
- Connee Boswell (1907–1976)
- Amina Bouroyen (* 1994)
- John Boutté (* 1958)
- Lillian Boutté (1949–2025)
- Al Bowlly (1898–1941)
- Carmen Bradford (* 1960)
- Clea Bradford (1933–2008)
- Peter Brady (1929–2018)
- Inge Brandenburg (1929–1999)
- Timna Brauer (* 1961)
- Teresa Brewer (1931–2007)
- Ralph Brewster (1914–1990)
- Dee Dee Bridgewater (* 1950)
- Paul Broadnax (1926–2018)
- Ines Brodbeck (* 1981)
- Deborah Brown (* ≈1952)
- Jewel Brown (1937–2024)
- Kitty Brown (1899–≈1992)
- Ruth Brown (1928–2006)
- Oscar Brown, Jr. (1926–2005)
- Uschi Brüning (* 1947)
- Betty Bryant (* 1929)
- Joyce Bryant (1928–2022)
- Beryl Bryden (1920–1998)
- Michael Bublé (* 1975)
- Eva Buchmann (* 1982)
- Sarah Buchner (* 1996)
- Sarah Buechi (* 1981)
- Betty Buckley (* 1947)
- Todd Buffa (1952–2012)
- Barbara Bürkle (* 1979)
- Ann Burton (1933–1989)
- LaVerne Butler (* 1962)
- Donna Byrne

### C
- Daniel Caccia (* 1986)
- Lucia Cadotsch (* 1984)
- Ann Hampton Callaway (* 1958)
- Blanche Calloway (1904–1978)
- Chris Calloway (1945–2008)
- Ruth Cameron (1947–2021)
- Romy Camerun (* 1964)
- Carme Canela (* 1962)
- Claudia Carbo
- Havana Carbo (1935–2015)
- Elizeth Cardoso (1920–1990)
- Alba Careta (* 1995)
- Dorothy Carless (1916–2012)
- Jean Carn (* 1947)
- Donna Caroll (1938–2020)
- Jeanne Carroll (1931–2011)
- Joe Carroll (1919–1981)
- Betty Carter (1929–1998)
- Bryan Carter (* 1990)
- Deborah Carter (* 1959)
- Barbara Casini (* 1954)
- Eva Cassidy (1963–1996)
- Élisabeth Caumont (* 1957)
- Gabrielle Cavassa (* 1994)
- Melanie Charles (* 1988)
- Ray Charles (1930–2004)
- Sarah Elizabeth Charles (* 1989)
- Rondi Charleston (* ≈1961)
- Corinne Chatel (* ≈1973)
- Ellen Christi (* 1958)
- Tobias Christl (* 1978)
- June Christy (1925–1990)
- Roger Cicero (1970–2016)
- Soesja Citroen (* 1948)
- Chiara Civello (* 1975)
- Cristin Claas (* 1977)
- Fay Claassen (* 1969)
- Jay Clayton (1941–2023)
- Rosemary Clooney (1928–2002)
- Joyce Cobb (* 1945)
- Alexis Cole (* 1976)
- Holly Cole (* 1963)
- Nat King Cole (1919–1965)
- Eleanor Collins (1919–2024)
- Hugh Coltman (* 1972)
- Chris Connor (1927–2009)
- Leena Conquest (* ≈1965)
- Elsie Mae Cooper Burnett (1925–2011)
- Sheila Cooper (1960–2021)
- Mascha Corman (* 1988)
- Elvis Costello (* 1954)
- Gertrude Baby Cox (1907–1966)
- Ida Cox (1896–1967)
- Pam Crain (um 1939 – 2013)
- Carmen Cuesta (* ≈1955)
- Philippe Doudou Cuillerier (1961–2023)
- Jamie Cullum (* 1979)
- Tulivu-Donna Cumberbatch (1950–2022)
- Trist Curless (* 1971)
- Anne Czichowsky (* 1981)

### D
- Erika Dagnino
- Othella Dallas (1925–2020)
- Lydia van Dam (* 1970)
- Meredith D’Ambrosio (* 1941)
- Dee Daniels
- Marie Daniels (* 1986)
- Christie Dashiell (* 1988)
- Beryl Davis (1924–2011)
- Kay Davis (1920–2012)
- Dolly Dawn (1916–2002)
- Blossom Dearie (1924–2009)
- Sara Decker (* 1985)
- Elaine Delmar (* 1939)
- Lois Deloatch
- Gloria DeNard (1927–2020)
- Matt Dennis (1914–2002)
- Antonia Dering (* 1989)
- Dena DeRose (* 1966)
- Terry Devon (1922–2013)
- Natalia Dicenta (* 1962)
- Marge Dodson (* ≈1935)
- Gail Dobson (* ≈1950)
- Angi Domdey (* 1950)
- Dalia Donadio (* 1987)
- Denise Donatelli (* 1950)
- Bob Dorough (1923–2018)
- Kittie Doswell (1939–2011)
- Douyé (* 1969)
- Vicky Down (1926–2020)
- Will Downing (* 1965)
- Doris Drew (* ≈1925)
- Julie Driscoll (* 1947)
- Silvia Droste (* 1960)
- Urszula Dudziak (* 1943)

### E
- Billy Eckstine (1914–1993)
- Sinne Eeg (* 1977)
- Julia Ehninger (* 1987)
- Anette von Eichel (* 1971)
- Kelly Eisenhour
- Peter Eldridge (* ≈1960)
- Kurt Elling (* 1967)
- Marie Ellington (1922–2012)
- Ellinoa (* 1988)
- Caro Emerald (* 1981)
- Teodora Enache (* 1967)
- Sidsel Endresen (* 1952)
- Helen Englert (1922–2017)
- Enji (* 1991)
- Ethel Ennis (1932–2019)
- Özdemir Erdoğan (* 1940)
- Fatih Erkoç (* 1953)
- Jenny Evans (* 1954)
- Warren Evans (≈1910–1959)
- Connie Evingson (* 1962)

### F
- Tjaša Fabjančič (* ≈1987)
- Maya Fadeeva (* 1987)
- Julie Fahrer (* 1986)
- Laïka Fatien (* 1968)
- Maria de Fátima (* 1956)
- Lorraine Feather (* 1948)
- Eva Fernández (* 1994)
- Rachelle Ferrell (* 1961)
- Bamboula Ferret (1919–2008)
- Toby Fichelscher (1927–1992)
- Dominique Fils-Aimé (* 1984)
- Ella Fitzgerald (1917–1996)
- Roberta Flack (1937–2025)
- Britta-Ann Flechsenhar (* 1968)
- Fleurine (* 1969)
- Zack Foley  (* ≈1980)
- Helen Forrest (1917–1999)
- Noa Fort (* ≈1990)
- Shirley Bunnie Foy (1936–2016)
- Don Francks (1932–2016)
- Rosie Frater-Taylor (* 1998/99)
- Carol Fredette (1945–2021)
- Nnenna Freelon (* 1954)
- Lea W. Frey (* ≈1985)
- Renata Friederich (* 1958)
- Margot Friedländer (1917–1998)
- Lea Maria Fries (* 1989)
- Live Foyn Friis (* 1985)
- Dave Frishberg (1933–2021)
- Champian Fulton (* 1985)
- Lucía Fumero (* 1991)
- Laura Fygi (* 1955)

### G
- Anna Gadt (* ≈1982)
- Ali Gaggl (* 1959)
- Slim Gaillard (1916–1991)
- Jessica Gall (* 1980)
- Roberta Gambarini (* 1964)
- Pauline Ganty (* 1986)
- Vivien Garry (≈1920–2008)
- Sara Gazarek (* 1982)
- Martina Gebhardt (* ≈1965)
- Viktorija Gečytė (* 1985)
- Tiziana Ghiglioni (* 1956)
- Banu Gibson (* 1947)
- Annette Giesriegl (* 1966)
- Astrud Gilberto (1940–2023)
- Sarah Gillespie
- Siri Gjære (* 1972)
- Karolina Glazer (* 1982)
- Tyree Glenn junior (* 1940)
- Alenka Godec (* 1964)
- Filippa Gojo (* 1988)
- Ömür Göksel (* 1942)
- Babs Gonzales (1919–1980)
- Leo Gooden (1929–1965)
- Gabrielle Goodman (* 1964)
- Eydie Gormé (1928–2013)
- Yoshiko Gotō (* 1933)
- Ayelet Rose Gottlieb (* 1979)
- Rachel Gould (* 1953)
- Thelma Gracen (1922–1994)
- Anita Gravine (* 1946)
- Buddy Greco (1926–2017)
- Viviane Greene (1918–1994)
- Lil Greenwood (1924–2011)
- Hanka Gregušová (* 1980)
- Carolyn Grey (* 1922)
- Della Griffin (1922–2022)
- Miles Griffith (1969–2025)
- Graciela Grillo Pérez (1915–2010)
- Kitty Grime (1930–2007)
- Carol Grimes (* 1944)
- Fiona Grond (* ≈1992)
- Ganna Gryniva (* 1989)
- Rigmor Gustafsson (* 1966)
- Knebo Guttenberger (* 1982)
- Caity Gyorgy (* 1998)

### H
- Klára Hajdu (* 1982)
- Adelaide Hall (1901–1993)
- Paula Hampton (* 1938)
- Virtue Hampton Whitted (1922–2007)
- Annette Hanshaw (1901–1985)
- Mary Cleere Haran (1952–2011)
- Veronika Harcsa (* 1982)
- Toni Harper (1937–2023)
- Janice Harrington (* 1942)
- Jo Harrop (* ≈1980)
- Nancy Harrow (* 1930)
- Anne Hartkamp (* 1964)
- Johnny Hartman (1923–1983)
- Gabi Hartmann (* 1991)
- Gabriele Hasler (* 1957)
- Ike Hatch (1891–1961)
- Lalah Hathaway (* 1968)
- Milli Häuser (* ≈1975)
- Tim Hauser (1941–2014)
- Dick Haymes (1918–1980)
- Gitte Hænning (* 1946)
- Sonya Hedenbratt (1931–2001)
- Agnes Heginger (* 1973)
- Lauren Henderson (* 1986)
- Rosa Henderson (1896–1968)
- Jon Hendricks (1921–2017)
- Bonnie Herman (* um 1945)
- Lilly-Ann Hertzman (* 1973)
- Al Hibbler (1915–2001)
- Shaunette Hildabrand (* um 1963)
- Mieko Hirota (1947–2020)
- Jullie Hjetland (* 1981)
- Maximilian Höcherl (* ≈1989)
- Jeannie Hoffman (1930–2008)
- Billie Holiday (1915–1959)
- Nancy Holloway (1932–2019)
- Jazzmeia Horn (* 1991)
- Shirley Horn (1934–2005)
- Lena Horne (1917–2010)
- Pug Horton (* 1932)
- Dolly Houston (1930–1995)
- Melva Houston (1949–2020)
- Rita Hovink (1944–1979)
- Elly Hoyt (* 1987)
- Corinne Nora Huber (* 1986)
- Diane Hubka (* 1957)
- Ilse Huizinga (* 1966)
- Sanne Huijbregts (* 1992)
- Helen Humes (1913–1981)
- Alberta Hunter (1895–1984)
- Lurlean Hunter (1919–1983)
- Susi Hyldgaard (1963–2023)

### I
- Charlotte Illinger (* 1994)
- Aili Ikonen (* 1982)
- Sonja Indin (* 1980)
- Sara Isaksson (* 1971)
- Helen Iten (* 1968)
- Kimiko Itō (* 1946)
- Yumi Ito (* 1990)

### J
- Dorothea Jaburek (* 1979)
- Julija Jačėnaitė (* 1985)
- Ariane Jacobi (* 1966)
- Marijke Jährling (* 1962 oder 1963)
- Maja Jaku (* 1971)
- Elana James (* 1970)
- Etta James (1938–2012)
- Ida James (1920–1986)
- José James (* 1978)
- Pinocchio James (1927–)
- Mara Janković (1926–2009)
- Claes Janson (* 1947)
- Susanna Jara (* 1984)
- Al Jarreau (1940–2017)
- Edmonia Jarrett (1933–2002)
- Eddie Jefferson (1918–1979)
- Arta Jēkabsone (* 1995)
- Johanna Jellici (* 1966)
- Song Yi Jeon (* 1984)
- Sofia Jernberg (* 1983)
- Maria João (* 1956)
- Willi Johanns (1934–2024)
- Al Jolson (1886–1950)
- Etta Jones (1928–2001)
- Norah Jones (* 1979)
- Rickie Lee Jones (* 1954)
- Salena Jones (* 1938)
- Roos Jonker (* 1980)
- Anna Maria Jopek (* 1970)
- Angelina Jordan (* 2006)
- Sheila Jordan (1928–2025)
- Samara Joy (* 1999)
- Kotryna Juodzevičiūtė (* 1999)
- Mette Juul (* 1975)

### K
- Sabine Kabongo (* 1966)
- Beat Kaestli (* 1971)
- Hayati Kafe (* 1941)
- Elma Kais (* ≈1990)
- Esther Kaiser (* 1975)
- Sarah Kaiser (* 1974)
- Sera Kalo
- Harumi Kaneko (* 1950)
- Ron Kaplan (* 1953)
- Irina Karamarković (* 1978)
- Júlia Karosi (* 1982)
- Kimiko Kasai (* 1945)
- Kat (Sängerin) (* 1989)
- Greetje Kauffeld (* 1939)
- Reza Kavian (* 1980)
- Dinah Kaye (1924–2011)
- Géraldine Keller (* 1966)
- Juliet Kelly (* 1970)
- Nancy Kelly (* 1950)
- Aina Kemanis (* 1952)
- Eva Kess (* 1985)
- Chaka Khan (* 1953)
- Miriam Kibakaya (* 1997)
- Caroline Kiesewetter (* 1974)
- Knut Kiesewetter (1941–2016)
- Morgana King (1930–2018)
- Nancy King (1940–2025)
- Nora Lee King (1901–1995)
- Peggy King (* 1930)
- Sandra King (* 1950)
- Teddi King (1929–1977)
- Laura Kipp (* 1996)
- Kyoko Kitamura (* ≈1970)
- Eartha Kitt (1927–2008)
- Miriam Klein (* 1937)
- Sandra Klinkhammer (* 1976)
- Ulita Knaus (* 1969)
- Mia Knop Jacobsen (* 1992)
- Tove Karoline Knutsen (* 1951)
- Mariëlle Koeman (* 1966)
- Conny Kollet (* 1970)
- Dania König (* 1978)
- Marieke Koopman (* ≈1988)
- Hannah Köpf (* 1980)
- Simone Kopmajer (* 1981)
- Kristin Korb (* 1969)
- Sibel Köse (* 1969)
- Kristina Kovalyova (* ≈1995)
- Diana Krall (* 1964)
- Kateryna Kravchenko (* 1999)
- Karin Krog (* 1937)
- Sabine Kühlich (* 1973)
- Almut Kühne (* 1983)
- Jelena Kuljić (* 1976)
- Nicolas Kummert (* 1979)
- Jan F. Kurth (* 1982)
- Maika Küster (* 1993)
- Maria Kvist (* 1971)

### L
- Lady Blackbird (* 1985)
- Rabih Lahoud (* 1982)
- Cleo Laine (1927–2025)
- Natalie Lamb (1932–2016)
- Jeanie Lambe (1940–2020)
- Dave Lambert (1917–1966)
- Jeannette Lambert (* 1965)
- Sarah Lancman (* 1989)
- Kathleen Lane
- Mary LaRose (* ≈1965)
- Janet Lawson (1940–2021)
- Sara Lazarus (* 1962)
- Barbara Lea (1929–2011)
- Beate S. Lech (* 1974) (Beady Belle)
- Ledisi (* 1972)
- Dixie Lee (1911–1952)
- Jeanne Lee (1939–2000)
- Keiko Lee (* 1965)
- Marjorie Lee (* ≈1920)
- Peggy Lee (1920–2002)
- Sophia Lefeber (* 1992)
- Marit van der Lei (* 1994)
- Carol Ann Leigh (1933–2020)
- Viktoria Leléka (* 1990)
- Agnes Lepp (* 1985)
- Émilie Lesbros
- Erik Leuthäuser (* 1996)
- Yael Nachshon Levin (* 1980)
- Stella Levitt (* 1930)
- Sascha Ley (* 1967)
- Barbra Lica (* 1988)
- Carol Liebowitz (* 1953)
- Fern Lindzon (* 1957)
- Sarah Lipfert (* 1979)
- Virginia Liston (≈1890–1932)
- Laura Littardi (1960–2024)
- Sonia Loenne (* 1996)
- Elisabeth Lohninger (* 1970)
- Sandy Lomax
- Michela Lombardi (* 1973)
- Patty Lomuscio (* 1975)
- Amy London (* 1957)
- Annette Lowman
- Francine Luce
- Jon Lucien (1942–2007)
- Tamara Lukasheva (* 1988)
- Isabella Lundgren (* 1987)
- Anna Lundqvist (* 1977)
- Carmen Lundy (* 1954)
- Gloria Lynne (1929–2013)

### M
- Atrin Madani (* 1998)
- Katrine Madsen (* 1972)
- Kevin Mahogany (1958–2017)
- Julia Maier (* 1988)
- Katja Mair (* 1968)
- Elvina Makarian (1947–2007)
- Mirja Mäkelä (* 1968)
- Ann Malcolm (* 1964)
- Malia (* 1978)
- Richetta Manager (1953–2024)
- Georgia Mancio (* 1972)
- Luca Manning (* 1999)
- Renée Manning (* 1955)
- Norman Mapp (1928–1988)
- Carla Marcotulli (* 1962)
- Anna Margolina (* 1983)
- Kitty Margolis (* 1955)
- Tânia Maria (* 1948)
- Maria Markesini (* ≈1973)
- Tina Marsh (1954–2009)
- Joy Marshall (1936–1968)
- Emilia Mårtensson (* ≈1982)
- Leïla Martial (* 1984)
- Claire Martin (* 1967)
- Laurel Massé (* 1951)
- Dana Masters (* ≈1982)
- Greta Matassa (* 1962)
- Natalia Mateo (* 1983)
- Kazuko Matsuo (1935–1992)
- Myra Maud (* ≈1981)
- Valeria Maurer (* 1991)
- Eva Mayerhofer (* 1970)
- Mary Mayo (1924–1985)
- Michael Mayo (* 1992)
- Barbara Mayr (* 1968)
- Ana Carla Maza (* 1995)
- Letta Mbulu (* 1942)
- Mary Ann McCall (1919–1994)
- Nora McCarthy (* 1958)
- Susannah McCorkle (1946–2001)
- Sarah McCoy (* 1985)
- Tyreek McDole (* 2000/2001)
- Zara McFarlane (* 1983)
- Bobby McFerrin (* 1950)
- Madison McFerrin (* 1991)
- Kate McGarry (* 1970)
- Patty McGovern (1928–2024)
- Robin McKelle (* 1976)
- Sarah McKenzie (* 1987)
- Jeanette McLeod (1946–2011)
- Cécile McLorin Salvant (* 1989)
- Jimmy McPhail (1928–1998)
- Carmen McRae (1920–1994)
- Paulette McWilliams (* 1948)
- Darmon Meader (* 1961)
- Mark G. Meadows (* ≈1985)
- Sabina Meck (* ≈1992)
- Joe Medlin (1919–1995)
- Karin Meier (* ≈1980)
- Katie Melua (* 1984)
- Mariola Membrives (* 1978)
- Maria Mendes (* ≈1985)
- Fuensanta Méndez (* 1995)
- Zola Mennenöh (* 1988)
- Susanne Menzel (* 1974)
- Addys Mercedes (* 1973)
- Mabel Mercer (1900–1984)
- Helen Merrill (* 1929)
- Friederike Merz (* 1987)
- Sarah Mettenleiter (* 1989)
- Nicole Metzger (* 1969)
- Camila Meza (* 1985)
- Nina Michelle (* 1968)
- Tony Middleton (1934–2024)
- Taps Miller (1912–≈1976)
- Elena Mîndru (* 1988)
- Junko Mine (* ≈1950)
- Eric Mingus (* 1964)
- Frank Minion (* 1929)
- Mara Minjoli (* 1987)
- John Minnock (≈1965–2024)
- Phil Minton (* 1940)
- André Minvielle (* 1957)
- Ayça Miraç (* 1986)
- Bernard Mixon (* 1949)
- Martha Miyake (1933–2025)
- Masako Miyazaki (* 1954)
- Anna Mjöll (* 1970)
- Salome Moana (* 1994)
- Elsa Johanna Mohr (* 1990)
- Sonti Mndebele (* ≈1960)
- Jane Monheit (* 1977)
- Ada Montellanico (* ≈1963)
- Barbara Moore (1932–2021)
- Debby Moore (1925–2017)
- Marilyn Moore (1931–1992)
- Shelley Moore (1932–2016)
- Terry Morel (1925–2005)
- Ike Moriz (* 1972)
- Audrey Morris (1928–2018)
- Barbara Morrison (* 1952)
- Veronika Morscher (* 1991)
- Lee Morse (1897–1954)
- Veronica Mortensen (* ≈1973)
- Anne Marie Moss (1935–2012)
- David Moss (* 1949)
- Andrea Motis (* 1995)
- Eska Mtungwazi (* 1971)
- Luisa Muhr (* vor 1992)
- Mark Murphy (1932–2015)
- Wojciech Myrczek (* 1987)

### N
- Rose Nabinger (* 1948)
- Emma Nagy (* 1998)
- Alma Naidu (* 1995)
- Mari Nakamoto (* 1947)
- Stephanie Nakasian (* 1954)
- Milton Nascimento (* 1942)
- Mankwe Ndosi (* ≈1985)
- Maria Neckam (* ≈1983)
- Judit Neddermann (* 1991)
- Stephanie Neigel (* 1986)
- Silje Nergaard (* 1966)
- Eunice Newkirk (1939–2023)
- Lauren Newton (* 1952)
- Maggie Nicols (* 1948)
- Judy Niemack (* 1954)
- Sandra Nkaké (* 1973)
- Maurizio Nobili (* 1961)
- Ken Norris (* 1967)
- Thandi Ntuli (* 1987)

### O
- Tamara Obrovac (* 1962)
- Helen O’Connell (1920–1993)
- Anita O’Day (1919–2006)
- Karin Oehler (1950–2020)
- Jeanaine Oesch (* 1997)
- Chiaki Ogasawara (* 1963)
- Eri Ohno (* 1955)
- Toshio Oida (1925–2003)
- Hideko Okiyama (1945–2011)
- Linda Oláh (* 1988)
- Ruth Olay (1924–2021)
- Eva Olmerová (1934–1993)
- Renee Olstead (* 1989)
- Ola Onabulé (* 1964)
- Sanni Orasmaa (* 1972)
- Susan Osborn (1950–2024)
- Sophia Oster (* 1993)
- Dora Osterloh (* ≈1986)

### P
- Eivör Palsdottir (* 1983)
- Diana Panton (* 1974)
- Carmen París (* 1966)
- Dolores Parker (* um 1920)
- Jann Parker, (≈1955–2023)
- Maceo Parker (* 1943)
- Gretchen Parlato (* 1976)
- Rebecca Parris (1951–2018)
- Claire Parsons (* 1993)
- Joanna Pascale (* 1979)
- Mônica Passos (* 1956)
- Alan Paul (* 1949)
- Rita Payés (* 1999)
- Sabeth Pérez (* 1992)
- Sílvia Pérez Cruz (* 1983)
- Mimi Perrin (1926–2010)
- Phil Perry (* 1952)
- Lucky Peterson (1964–2020)
- Vesna Petković (* 1974)
- Peter Petrel (* 1940)
- Sissel Vera Pettersen (* 1977)
- Sofia Pettersson (* 1970)
- Neele Pfleiderer (* 1982)
- Esther Phillips (1935–1984)
- Jessica Pilnäs (* 1978)
- Selma Pinton (* 1997)
- John Pizzarelli (* 1960)
- Karin Plato (* 1960)
- King Pleasure (1922–1981)
- Nina Plotzki (* 1977)
- Lucy Ann Polk (1927–2011)
- Valentina Ponomareva (* 1939)
- Randi Pontoppidan (* 1970)
- Billie Poole (1929–2005)
- Gregory Porter (* 1971)
- Nannie Porres (1939–2025)
- Axel Prasuhn (* 1945)
- John Proulx
- Tutu Puoane (* 1979)
- Flora Purim (* 1942)

### Q
- Mapi Quintana (* 1980)

### R
- Michaela Rabitsch (* 1963)
- Maria Răducanu (* 1967)
- Eldbjørg Raknes (* 1970)
- Sanne Rambags (* 1994)
- Marion Rampal (* 1980)
- Bill Ramsey (1931–2021)
- Neva Raphaello (1915–1975)
- Lou Rawls (1933–2006)
- Vi Redd (1928–2022)
- Mary Ann Redmond (* 1958)
- Ed Reed (1929–2024)
- Lucy Reed (1921–1998)
- Dianne Reeves (* 1956)
- Elis Regina (1945–1982)
- Corinna Reich (* 1961)
- Irene Reid (1930–2008)
- Django Heinrich Reinhardt (* 1962)
- Dotschy Reinhardt (* 1975)
- Angela Maria Reisinger (* 1979)
- Nina Reiter (* 1991)
- Ann Richards (1935–1982)
- Trudy Richards (1920–2008)
- Kim Richardson (* 1965)
- Faye Richmonde (1917–1959)
- Sarah Riedel (* 1982)
- Indra Rios-Moore (* 1980)
- Isabelle Ritter (* 1985)
- Mavis Rivers (1929–1992)
- Juliet Roberts (* 1962)
- Dick Robertson (1903–1979)
- Betty Roché (1920–1999)
- Kristiana Roemer (* 1992)
- Live Maria Roggen (* 1970)
- Johnny Rosenberg (* 1977)
- Christine Rosholt (1965–2011)
- Ntjam Rosie (* 1983)
- Annie Ross (1930–2020)
- Holli Ross (1956–2020)
- Dennis Rowland (* 1948)
- Vanessa Rubin (* 1957)
- Chanda Rule (* ≈1975)
- Sanna Ruohoniemi (* ≈1993)
- Jimmy Rushing (1903–1972)
- Nancy Ruth (* 1966)
- David Rynkowski (* 1984)

### S
- Wanda Sá (* 1944)
- Helen Sachs (1934–2014)
- Philipp Sageder (* 1979)
- Sélène Saint-Aimé (* ≈1995)
- Defne Şahin (* 1984)
- Kari Sál (* 1993)
- Cymin Samawatie (* 1976)
- Beate Sampson (* 1961)
- Yvonne Sanchez (* 1967)
- Annette Sanders (* 1937/1938)
- Jody Sandhaus (1951–2012)
- Natalie Sandtorv (* 1988)
- Myles Sanko (* 1980)
- Gertrude Saunders (1903–1991)
- Daniela Schächter (* 1972)
- Inéz Schaefer (* 1990)
- Andreas Schaerer (* 1976)
- Paulien van Schaik (* 1967)
- Christina Schamei (* ≈1992)
- Kathrin Scheer (* 1979)
- Michael Schiefel (* 1970)
- Udo Schild (* 1963)
- Stefanie Schlesinger (* 1977)
- Johanna Schneider (* 1986)
- Melanie Scholtz (* 1979)
- Axinia Schönfeld (* ≈1972)
- Chiara Schönfeld (* 1995)
- Hanna Schörken (* 1985)
- Anna Maria Schuller (* 1984)
- Franziska Ameli Schuster (* 1989)
- Diane Schuur (* 1953)
- Etta Scollo (* 1958)
- Essex Scott (1921/22–1960)
- Jimmy Scott (1925–2014)
- Johnny Scott (≈1938–2010)
- Mabel Scott (1915–2000)
- Janet Seidel (1955–2017)
- Lena-Larissa Senge (* 1993)
- Anna Serafińska (* 1974)
- Carole Sergent (* 1962)
- Anna Serierse (* 1993)
- Ingrid Sertso (* 1944)
- Anna Setton (* 1983)
- Naima Shamborguer
- Marlena Shaw (1942–2024)
- Susana Sheiman (* 1973)
- Elizabeth Shepherd (* 1977)
- Daryl Sherman (* 1949)
- Joya Sherrill (1927–2010)
- Shizuko Kasagi (1914–1985)
- Dinah Shore (1916–1994)
- Jen Shyu (* 1978)
- Janis Siegel (* 1952)
- Sietske (* 1985)
- Judi Silvano (* 1951)
- Lisa Simone (* 1962)
- Nina Simone (1933–2003)
- Carole Simpson (≈1928–2012)
- Frank Sinatra (1915–1998)
- Denzal Sinclaire (* 1969)
- Kira Skov (* 1976)
- Solveig Slettahjell (* 1971)
- Carol Sloane (1937–2023)
- Bessie Smith (1894–1937)
- Jeffery Smith (1955–2012)
- Jocelyn B. Smith (* 1960)
- June Smith (1930–2016)
- Keely Smith (1928–2017)
- Phoebe Snow (1950–2011)
- Lisa Sokolov (* 1954)
- Claudia Solal (* 1971)
- Lara Solnicki (* ≈1986)
- Somi (* 1981)
- Isabel Sörling (* 1987)
- Vuyo Sotashe (* ≈1990)
- Thea Soti (* 1989)
- Jeri Southern (1926–1991)
- Carmen Souza (* 1981)
- Karen Souza (* 1984)
- Luciana Souza (* 1966)
- Kandace Springs (* 1989)
- Jo Stafford (1917–2008)
- Jannie Stalknecht (1928–2017)
- Mary Stallings (* 1939)
- Krystyna Stańko (* ≈1967)
- Sabrina Starke (* 1979)
- Kay Starr (1922–2016)
- Alison Statton (* 1958)
- Cleo Steinberger (* 1996)
- Nadja Stoller (* 1974)
- Bob Stoloff (* 1952)
- Kirby Stone (1918–1981)
- Sidsel Storm (* 1982)
- Erika Stucky (* 1962)
- Melissa Stylianou (* 1976)
- Anli Sugano (1948–2000)
- Maxine Sullivan (1911–1987)
- Sunny Sumter
- Lena Swanberg (* 1982)
- Inga Swearingen (* 1975)
- Sylvia Syms (1917–1992)
- Lora Szafran (* 1960)
- Márta Szirmay (1939–2015)
- Nikoletta Szőke (* 1983)
- Szandra Szőke (* 1985)

### T
- Simin Tander (* 1980)
- Gabriela Tanner (* 1967)
- Cansu Tanrıkulu (* 1991)
- Sophie Tassignon (* 1980)
- Grady Tate (1932–2017)
- Myra Taylor (1917–2011)
- W. Allen Taylor (* 1953)
- Jack Teagarden (1905–1964)
- Gegè Telesforo (* 1961)
- Blanche Thomas (1922–1977)
- Hociel Thomas (1904–1952)
- Leon Thomas (1937–1999)
- Marc Thomas (1959–2015)
- Lilly Thornton (* 1966)
- Teri Thornton (1934–2000)
- Pyeng Threadgill (* 1977)
- Camille Thurman (* 1986)
- Martha Tilton (1915–2006)
- Malika Tirolien (* 1983)
- Julie Tippetts (* 1947)
- Christine Tobin (* 1963)
- Louise Tobin (1918–2022)
- Viktoria Tolstoy (* 1974)
- Radka Toneff (1952–1982)
- Mansur Toshmatov (* 1954)
- Laura Totenhagen (* 1992)
- Diana Torto (* 1968)
- Shigeko Toya (* ≈1950)
- Iris Träutner (* ≈1974)
- Dwight Trible (* 1950)
- Caro Trischler (* 1995)
- Angela Tröndle (* 1983)
- Monika Trotz (1965–2012)
- Emy Tseng
- Fuat Tuaç (1975)
- Elisabeth Tuchmann
- Kristiina Tuomi (* 1977)
- Ola Turkiewicz
- Fjoralba Turku (* 1983)
- June Tyson (1936–1992)
- Randi Tytingvåg (* 1978)

### U
- Takako Ueno
- Christiane Ufholz (1947–2022/23)
- Christa Unternährer (* 1981)
- Jule Unterspann (* 1972)
- Stephan Urwyler (* 1961)
- Aura Urziceanu (* 1946)
- Imani Uzuri (* ≈1980)

### V
- Trine-Lise Væring (* 1965)
- Billy Valentine (* 1926)
- James Van Buren (1935–2012)
- Randy Van Horne (1924–2007)
- Mônica Vasconcelos (* 1966)
- Sarah Vaughan (1924–1990)
- Caetano Veloso (* 1942)
- Varijashree Venugopal (* 1991)
- Millie Vernon
- Cécile Verny (* 1969)
- Marlene VerPlanck (1933–2018)
- Fay Victor (* 1965)
- Roseanna Vitro (* 1951)
- Heidi Vogel (Sängerin) (* ≈1977)
- Niki Vörös (* 1979)
- Shishani Vranckx (* 1987)
- Meta de Vries (1941–2011)

### W
- Lisa Wahlandt (* 1966)
- Bea Wain (1917–2017)
- Melissa Walker (* 1964)
- Jill Walsh (1965–2012)
- Helen Ward (1916–1998)
- Wanda Warska (1932–2019)
- Dinah Washington (1924–1963)
- Ethel Waters (1896–1977)
- Patty Waters (1946–2024)
- Cleveland Watkiss (* 1959)
- Laurel Watson (1911–2001)
- Leo Watson (1898–1950)
- Sophie Wegener  (* 1966)
- Karoline Weidt (* 1995)
- Hannah Weiss (* 1992)
- Philipp Weiss (* 1971)
- Angelika Weiz (* 1954)
- Ronnie Wells (1943–2007)
- Catia Werneck (* 1962)
- Julia Werup (* 1987)
- Paul West (1935–2011)
- Kate Westbrook (* 1939)
- Mae Wheeler (1934–2011)
- Princess White (1881–1976)
- Wesla Whitfield (1947–2018)
- Margaret Whiting (1924–2011)
- Anna Widauer (* 1989)
- Barbara Wiernik (* 1974)
- Lee Wiley (1908–1975)
- Joe Williams (1918–1999)
- Cassandra Wilson (* 1955)
- Joe Lee Wilson (1935–2011)
- Nancy Wilson (1937–2018)
- Gábor Winand (1964–2021)
- Laura Winkler (* 1988)
- Norma Winstone (* 1941)
- Kitty Winter (* 1952)
- Pinky Winters (* 1930)
- Jimmy Witherspoon (1923–1997)
- Elly Wright (* 1940)
- Lizz Wright (* 1980)
- Marianna Wróblewska (* 1943)
- Pascal von Wroblewsky (* 1962)

### X
- Anny Xhofleer (1913–2006)

### Y
- Minami Yasuda (* 1943)
- Sumiko Yoseyama (* ≈1940)
- Karen Young (* 1951)

### Z
- Nika Zach (* 1975)
- Aziza Mustafa Zadeh (* 1969)
- Amy Zapf (* 1974)
- Aga Zaryan (* 1976)
- Cristina Zavalloni (* 1973)
- Alice Zawadzki (* 1985)
- Monica Zetterlund (1937–2005)
- Rebekka Ziegler (* 1991)
- Reinette van Zijtveld (1961–2021)
- Veronika Zunhammer (* 1985)
- Nicole Zuraitis (* 1985)

## Vocal-Jazz-Gruppen
- Andrews Sisters
- Boswell Sisters
- Four Freshmen
- Four Lads
- The Hi-Lo’s
- Les Double Six
- Manhattan Transfer
- Novi Singers
- New York Voices
- Of Cabbages and Kings
- Take 6
- The Real Group
- Two Jazzers
- Singers Unlimited
- Uptown Vocal Jazz Quartet